# Friedrich Hebbel
Christian Friedrich Hebbel (Wesselburen (Dithmarschen közelében), 1813. március 18. – Bécs, 1863. december 13.) német drámaíró és költő.

## Gyermekkora
Friedrich Hebbel apja dán állampolgárságú kőműves volt, mivel Norderdithmarschen 1559 óta dán territórium volt röviddel Hebbel halála előttig, amikor is porosz csapatok elhódították a területet. A Hebbel család az apa egy vissza nem fizetett tartozása miatt kénytelen volt elhagyni lakhelyét, és a család anyagi helyzete rosszabbá vált. 1827-ben Hebbel a helyi kántor titkára lett. Rendkívül egyszerű körülmények között élt, alvóhelye egy lépcső alatt volt, egy kocsis mellett. Hét évi szolgálata alatt lehetősége volt ura könyvtárát használni. Ebben az időszakban keletkeztek első költeményei, amelyek az Eiderstedter Bote-ben jelentek meg.

## Első sikerek
Amalie Schoppe hamarosan felfigyelt rá, ő volt annak a Neue Pariser Modeblätter újságnak a kiadója, amelyben Hebbel több versét közölte. Amalie Schoppe anyagilag is támogatta Hebbelt és Hamburgba hívta, ahol az 1817-es Tudományos Egyesületben kapott munkát. Hamburgban ismerkedett meg Elise Lensinggel, akibe beleszeretett és aki szintén támogatta. 1835 március 18-án kezdte el naplóját. 
1836-ban ösztöndíjat nyert, Heidelbergbe költözött és egy ideig a jogi fakultáson volt vendéghallgató. Azonban gyakorlatilag éhezett a pénztelenség miatt. Megismerkedett Emil Rousseau-val. Szeptemberben Strasbourgon, Stuttgarton és Tübingenen keresztül gyalog indult Münchenbe, ahol Anton Schwarz asztalosmesternél kapott szállást és kenyeret. Valószínűleg róla mintázta a Tischlermeisters Anton (Anton asztalosmester) alakját Maria Magdalena című művében. 
1838-ban Hebbel még mindig rendkívül szegényes körülmények között volt asztalossegéd. Rövid időre beleszeretett a mester lányába, Josepha Beppi Schwarzba. Ennek ellenére 1839-ben gyalog, pénz és élelem nélkül visszagyalogolt Hamburgba, ahol Elise Lensingnél kapott ellátást, illetve ő gondoskodott Hebbelről, aki a hetekig tartó gyaloglás következtében megbetegedett. 1840-ben Max nevű fiúgyermekük született, akit két évvel később Wandsbeckben kereszteltek meg (ami akkor Holstein tartományhoz tartozott), mivel Hamburgban nem örökíthette az apa fiára nevét, ha nem volt az anya házastársa.

## Dán királyi ösztöndíj, utazások
1843-tól Hebbel élete radikálisan megváltozott: egyrészt reumás lett, másrészt VIII. Keresztély dán királytól kétéves ösztöndíjat kapott. Párizsba utazott, ahol megismerkedett Heinrich Heinével, Arnold Rugéval és Felix Bamberggel. Mindeközben komoly vitái voltak Elisével, aki már másodszorra is terhes lett. Maria Magdalena című drámáját ekkor írta, a mű 1843 decemberében lett kész, ekkor halt meg fia is Hamburgban. 1844-ben született meg Hebbel második fia, Ernst Hebbel (1844- 1847), ezért Elise leveleiben a házasságot követelte, ezt azonban Hebbel elutasította. Mindeközben Hebbel Lyon, Avignon és Marseille érintésével Rómába utazott. Meglátogatta Nápolyt majd ősszel visszatért Rómába és Anconán, Trieszten és Grazon keresztül Bécsbe utazott. Osztrák rajongói segítették ki újabb anyagi problémáiból, ezért úgy döntött, hogy nem tér vissza Hamburgba. Ugyanebben az évben az Erlangeni egyetemre beküldött disszertációját elfogadták és kinevezték doktorrá.

## Bécsi tartózkodás
Bécsben, ahol élete végéig maradt, 1846-ban feleségül vette Christine Enghaus (tulajdonképpen Engehausen) színésznőt, két gyermekük született, Emil (1846–1847) és Christine (1847–1922). A házasság egyben jólétet is jelentett, így Hebbel zavartalanul tudott hódolni írói tevékenységének. Mindenekelőtt drámákat írt, többek között Agnes Bernauer, Gyges und sein Ring valamint Die Nibelungen. Legnagyobb sikere az 1843-as dráma Maria Magdalena. Bécsben műveivel sikert aratott, tevékenységét az újonnan létrehozott Friedrich Schiller-díjjal honorálták.
Hebbel házassága miatt Elise Lensingben egy világ dőlt össze, ő mindig Hebbel mellé állt, csak Christine kedves és együttérző modorának köszönhető, hogy a gyakran durva és barátságtalannak jellemzett Hebbellel kibékült. Christine és Elise hamarosan jó barátok lettek. Hebbel mindig is aktív volt társadalmi és politikai kérdésekben. Üdvözölte az 1848-as német forradalmat, mégis alapvetően lojális volt az osztrák monarchiához. 1849-ben jelölte magát a német nemzeti gyűlésbe, bár a radikális demokrata követeléseket mindig szkeptikusan fogadta.

## Munkássága
Műveiben gyakran tragikus, sorsszerű események sorozatát ábrázolta és korának szociális problémáiról írt. Kemény szavakkal ostorozta kortársai költészetét (Adalbert Stifter), amelyet üres idillnek ítélt. A vitákat a hirtelen haragú Hebbel nem kerülte. Újságíróként dolgozott a Wiener Zeitung bécsi újságnak, Augsburger Allgemeine Zeitung augsburgi napilapnak Illustrierte Zeitung aus Leipzig lipcsei képes újságnak. 1854-ben meghalt Elise Lensing. Hebbel a következő szavakat vésette sírjára: „Blumenkränze entführt dem Menschen der leiseste Westwind, Dornenkronen jedoch nicht der gewaltigste Sturm!” („A virágkoszorút már egy enyhe szellő is elsodorja, de a töviskoszorú a legvadabb viharnak is ellenáll”.)
Friedrich Hebbel 1863. december 13-án halt meg Bécsben, 50 évesen. Élete utolsó éveiben rettenetesen gyötörte a reuma, amely valószínűleg a nélkülözésekkel teli fiatalkora következménye volt. Felesége mellett nyugszik a bécsi Evangelischer Friedhof Matzleinsdorf temetőben (Gr. 19, Gruft 38).

## Művei
- Judith, 1840

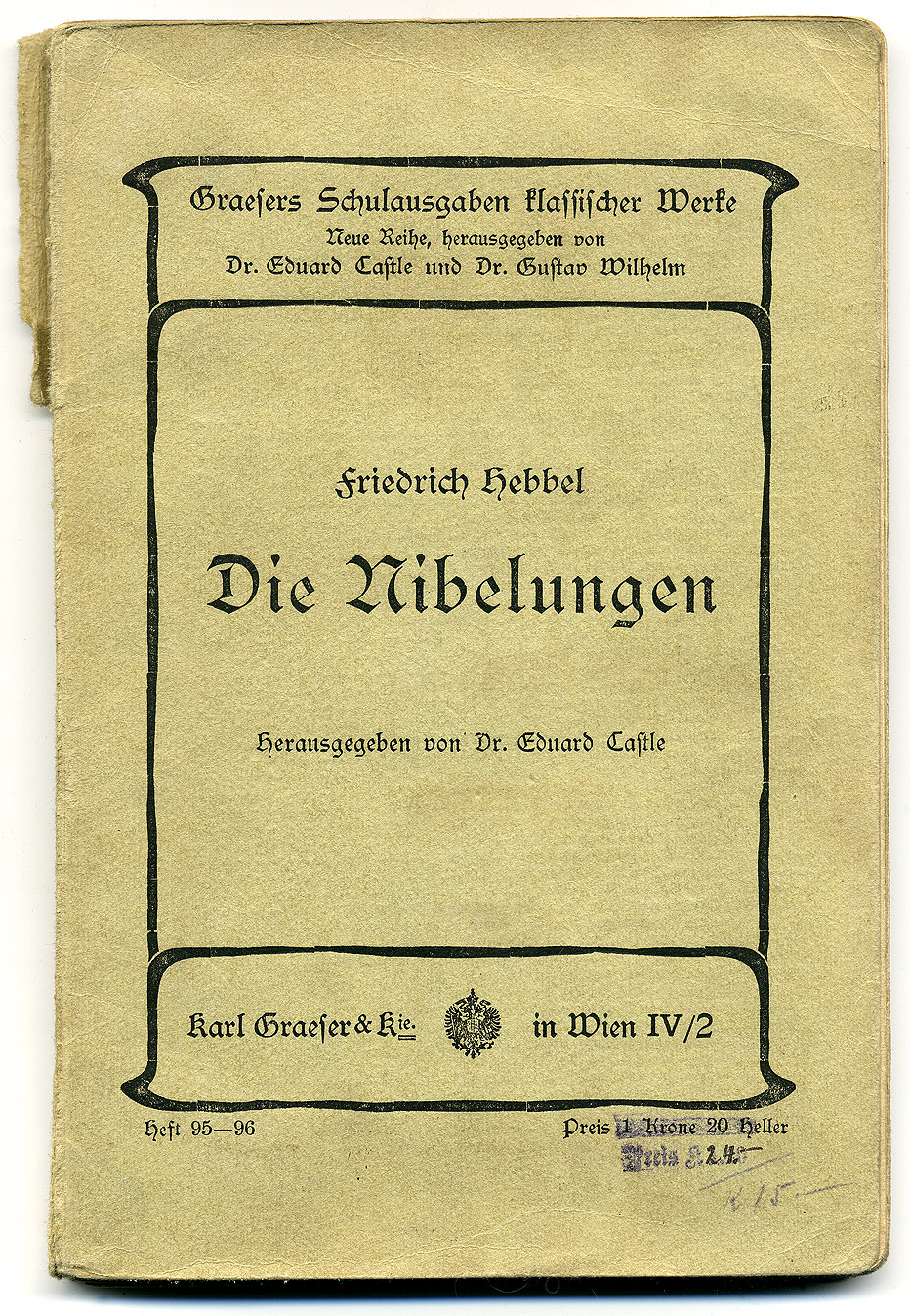

- Genoveva, 1841 (lásd Brabanti Genoveva)
- Der Diamant, 1841
- Maria Magdalena, 1843
- Anna, 1847
- Trauerspiel in Sizilien, 1847
- Julia und König Peter, 1847
- Der Schneidermeister Nepomuk Schlägel auf der Freudenjagd, 1847
- Herr Haidvogel und seine Familie, 1848
- Schnock, 1848
- Herodes und Mariamne, 1848
- Der Moloch, 1849–1850
- Der Rubin, 1851
- Agnes Bernauer, 1851
- Aufzeichnungen aus meinem Leben, 1854
- Gyges und sein Ring, 1854
- Mutter und Kind, 1857
- Die Nibelungen, 1861
- Demetrius, unvollendetes Drama
- Requiem Seele vergiß sie nicht
- Treue Liebe
- Tagebücher
- Der Heideknabe

## Magyarul
- Hebbel Frigyesː Judit. Tragédia; ford. Ivánfi Jenő; Lampel, Budapest, 1912 (Magyar könyvtár)
- Mária Magdolna. Polgári szomorújáték; ford. Hevesi Sándor; Tevan, Békéscsaba, 1917 (Tevan-könyvtár)
- Judit. Színmű; ford., utószó Görgey Gábor; Európa, Budapest, 1958 (Világirodalmi kiskönyvtár)
- Tragédiák; ford. Görgey Gábor, Hevesi Sándor, előszó Madarász Imre; Nemzeti Tankönyvkiadó, Budapest, 1994 (Felfedezett klasszikusok)
- A rubin; inː Három német vígjáték; ford. Viola József; Orpheusz, Budapest, 2003